# Olga Ansteï
Olga Ansteï, de son nom de naissance Olga Nikolaïevna Steinberg (en russe et en ukrainien : О́льга А́нстей), née le 1er mars 1912 à Kiev et morte le 30 mai 1985 à New York, est une poétesse et traductrice de langue russe et ukrainienne de la deuxième vague de l'émigration russe.

## Biographie
Olga Nikolaevna est née et a passé son enfance et sa jeunesse à Kiev. Son père est juge de paix. Sa mère, Olga Nikolaïevna Orlov, institutrice, est une ancienne élève des Cours Bestoujev. Sa fille est diplômée du collège de langues étrangères de Kiev en 1931, et travaille comme dactylo et traductrice dans des établissements de l'industrie chimique.
En 1937, elle épouse Ivan Matveïev, le futur poète Ivan Elagin. Pendant l'occupation nazie, elle reste à Kiev, qu'elle quitte pour l'Ouest en septembre 1943, dans le dernier mois de sa grossesse, avec le retrait des troupes allemandes. Entre 1943 et 1945, elle réside à Lódz, Prague et Berlin. Sa fille Ina, née en octobre 1943, meurt âgée d'un an. En 1945 elle a une deuxième fille, Ielena.
À la fin de la guerre[Laquelle ?], elle se trouve avec son mari en Bavière, près de Munich, dans un camp de personnes déplacées. À partir de 1946, elle publie des poèmes dans la presse russe de l'émigration. Son premier recueil poétique, Porte dans un mur (« Дверь в стене ») parait en 1949 à Munich.
Elle vit aux États-Unis de mai 1950 et jusqu'à la fin de la vie[Laquelle ?]. Elle travaille à l'ONU comme secrétaire et traductrice de 1951 à 1972. Elle quitte Ivan Elagin en 1951, et épouse Boris Filippov (ru). Le mariage est de courte durée et le couple se sépare dans les années 1950.
Elle publie régulièrement dans le Nouveau journal (ru) des poèmes et des critiques et des traductions de poètes anglais et allemands. Elle traduit également de l'ukrainien et vers l'ukrainien. Son dernier recueil de vers, En plein vent («На юру») à Pittsburgh en 1976. Sa poésie met au premier plan un sentiment religieux tendu et des motifs nostalgiques. Ses poèmes écrits en ukrainien, sont empreints d'un grand regret de l'Ukraine, comme le poème Mon pays («Моїй Країні»). Une partie de ces poésies en langue ukrainienne a été publiée dans la presse de l'immigration.
Wolfgang Kasack porte l'appréciation suivante sur son œuvre poétique :

« Ansteï est une poétesse innée, qui dans des vers clairs et équilibrés réussit à rendre l'essentiel de ce qu'elle voit et éprouve. Pour elle, « il n'y a pas de joie sans douleur » dans ce monde, mais à travers la souffrance et la laideur de la vie, elle sait arriver à la perception du beau et de l'éternel. « Nous sommes dans les mains du Dieu Vivant », est le principe appliqué par la poétesse pour non seulement supporter la solitude d'une femme délaissée, la perte irréparable de la patrie et de la bassesse de beaucoup, mais aussi les « fondre » en des sensations  positives. Sa poésie est étroitement liée à la sensation d'un monde l'incorporel et de la spiritualité du monde matériel... »

Elle est le prototype du personnage d'Ofelia Amalric dans le roman de Gregori Klimov (ru) Mon nom est légion (« Имя моё легион »).